# Al-Machili
Al-Machili (arab. المخيلي, Al-Makhīlī) – wieś w północno-wschodniej Libii, w gminie Darna w odległości 274 km na wschód od Bengazi i 80 km na wschód od At-Timimi.
Miejscowość powstała na miejscu dawnego fortu tureckiego.